# Alexis-Claude Clairaut

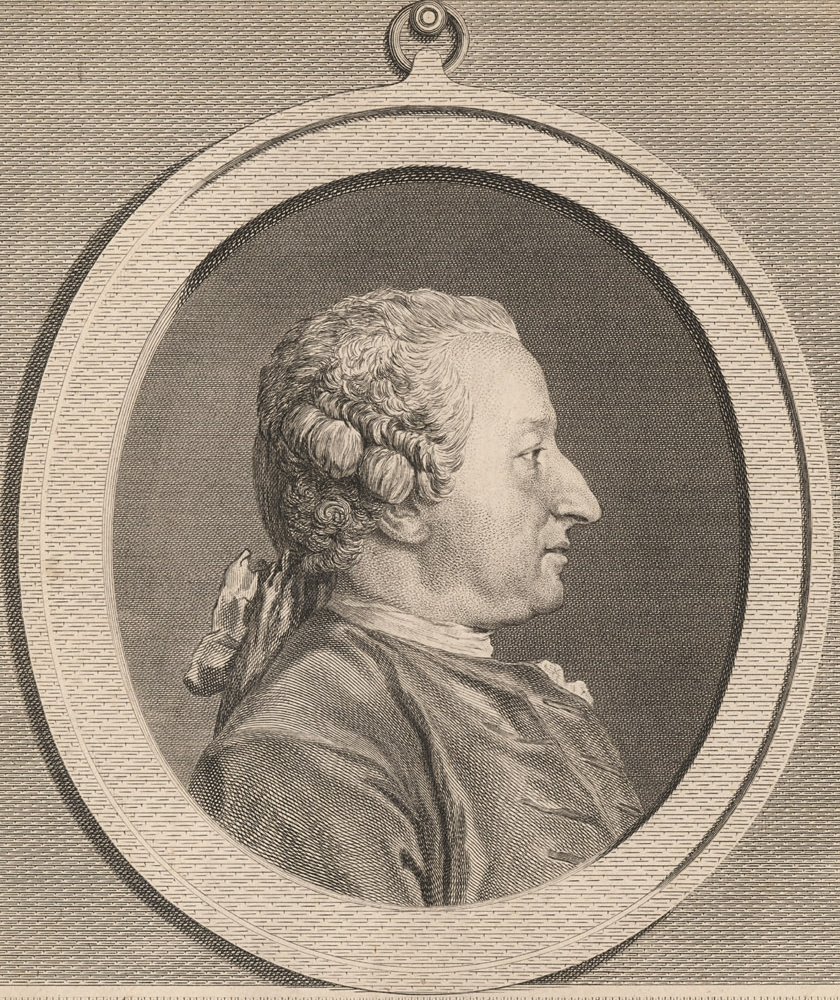
Alexis-Claude Clairaut; Porträt

Alexis-Claude Clairaut (* 3. Mai 1713 in Paris; † 17. Mai 1765 in Paris) war ein französischer Mathematiker, Geodät und Physiker.

## Leben
Alexis-Claude Clairaut war das zweite von 20 Kindern des Mathematikers und Professors an der Pariser Universität Jean-Baptiste Clairaut. 1744 wurde er als auswärtiges Mitglied in die damalige Königlich Preußische Sozietät der Wissenschaften aufgenommen. Er war das einzige seiner Geschwister, der das Erwachsenenalter erreichte – ein jüngerer Bruder, der mit 16 Jahren 1732 starb, war allerdings auch mathematisch frühbegabt und reichte mit 14 Jahren eine Arbeit bei der Pariser Akademie ein.
Bereits mit 13 Jahren hatte Alexis-Claude Clairaut so große Fortschritte in der Mathematik gemacht, dass er der Pariser Académie des sciences eine Arbeit über die grafische Verdopplung eines Würfels einreichen konnte.
Er führte um das Jahr 1728 einen ausgedehnten wissenschaftlichen Briefwechsel mit Georges-Louis Leclerc de Buffon.
Mit 18 Jahren wurde er mit einer Sondergenehmigung des Königs als Mitglied in die Akademie aufgenommen, nachdem seine 1729 fertiggestellte Abhandlung über neuartige Raumkurven mit Begeisterung aufgenommen worden war. Er ist damit bis heute das jüngste jemals in die Pariser Akademie aufgenommene Mitglied. Er befreundete sich mit Pierre Louis Maupertuis, Voltaire und Émilie du Châtelet, die alle Anhänger der Newtonschen Lehre der Gravitation waren, die damals in Frankreich noch auf Widerstand stieß.
Clairaut war an der Übersetzung von Newtons Hauptwerk Principia ins Französische durch Madame du Châtelet beteiligt und viele seiner eigenen Ergebnisse wurden darin veröffentlicht. 1734 war er mit Maupertuis einige Monate in Basel, um bei einem der führenden kontinentaleuropäischen Mathematiker, Johann I Bernoulli, zu studieren. Dort befreundete er sich auch mit Johann Samuel König.
1736 nahm er mit Pierre-Louis Moreau de Maupertuis an der Lappland-Expedition teil, die zur Bestimmung der Idealgestalt der Erdoberfläche – des Erdellipsoids – unternommen wurde. Clairauts theoretische Auswertung führte zu seinem Werk Theorie der Erdgestalt nach Gesetzen der Hydrostatik (1743), das ein Klassiker der Geodäsie wurde. Diese Untersuchungen über mögliche Gleichgewichtsfiguren führten ihn mehr und mehr zur Astronomie. Hier nahm er sich des Dreikörperproblems an, dessen angenäherte Lösung er 1747 der Académie des sciences unterbreitete.
Clairaut berechnete die Wiederkehr des Kometen Halley für das Jahr 1759 (Edmond Halley hatte die Wiederkehr für 1758 vorausgesagt). Aus der Differenz von einem Monat zwischen der Beobachtung und seinen Berechnungen schloss er auf eine Störung durch einen unbekannten Körper jenseits des Saturn. Dieser wurde 1781 von Wilhelm Herschel (allerdings eher zufällig) als Uranus aufgefunden.
Er veröffentlichte neuartige Lehrbücher zur Geometrie und zur Algebra, die nicht axiomatisch, sondern heuristisch und anwendungsorientiert an die Themen herangingen.

## Ehrungen
Nach ihm sind drei Gleichungen benannt, die in der Geodäsie eine große Rolle spielen:
- die Clairaut-Gleichung, eine Differentialgleichung zur Berechnung von Gleichgewichtsfiguren, deren Dichte nach innen stetig zunimmt,
- das Theorem von Clairaut, eine verblüffend einfache Formel zwischen der Abplattung und dem Erdschwerefeld des mittleren Erdellipsoids, und
- der Satz von Clairaut über geodätische Linien auf Rotationsflächen.

Seit 1737 war er Fellow der Royal Society of London. 1754 wurde er Ehrenmitglied der Russischen Akademie der Wissenschaften in St. Petersburg.
Der Mondkrater Clairaut sowie der Asteroid (9592) Clairaut sind nach ihm benannt. Am Hôtel de Ville (Paris) ist seit 1880 in der Fassade in einer Ausführung des Künstlers Hippolyte Moreau eine große Statue von Clairaut eingelassen.

## Schriften
- Recherches sur les courbes à double courbure. Paris 1731.
- Éléments de géometrie. Paris 1741. Deutsche Übersetzung: Anfangsgründe der Geometrie. Hamburg 1773 (Digitalisat).
- Théorie de la figure de la terre. Paris 1743.
- Élémens d'algébre. Paris 1746. 5. Auflage: Paris 1797 (Digitalisat (Stand Juli 2006: nur Band 2)).
- Théorie de la lune. Sankt Petersburg 1752.
- Recherches sur les comètes des années 1531 etc. St. Petersburg 1762.